# Phreatia oxyantheroides
Phreatia oxyantheroides är en orkidéart som beskrevs av Rudolf Schlechter. Phreatia oxyantheroides ingår i släktet Phreatia och familjen orkidéer. Inga underarter finns listade i Catalogue of Life.